# Julian Bashir
Julian Subatoi Bashir - to postać fikcyjna, bohater serialu Star Trek: Deep Space Nine. Julian Bashir pełni funkcję głównego oficera medycznego na stacji Deep Space Nine.